# Idaten Jump
Idaten Jump (韋駄天翔?) es un manga creado por Toshihiro Fujiwara que fue serializado en Comic Bom Bom, sobre un niño al que le gusta el ciclismo extremo. Fue adaptado en una serie de anime de 52 episodios que fue emitida por TV Tokyo en el año 2005.

## Historia
Sho Yamato, un joven cuya afición son las bicicletas de montaña, llegó a un mundo alterno llamado la 'Zona X', en compañía de sus amigos Makoto Shido y Kakeru Sakamaki. Para regresar al mundo real, deben ganar una infinidad de batallas Idaten (competencias de MTB) y reunir los 10 emblemas dorados. Mientras avanzan en su viaje, se enteran de que la Zona X es dominada por el equipo 'Shark Tooth', comandado por Gabu Samejima.
Luego de muchas batallas, de conseguir los emblemas dorados y de derrotar a Gabu, Sho y sus amigos vuelven a su dimensión, pero las cosas empeoran, ya que unos extraños bikers, que vienen de la Zona X, llegan a retar a Sho a competencias Idaten a cambio de su emblema.
Aquí aparece Ayumu Yamato, el hermano menor de Sho, pero tiene cierto problema; cuando se sube a cualquier bicicleta, se descontrola por completo, provocando problemas.
Sho quiere volver a la Zona X, porque se ha enterado de que está en completo caos, pero no es el único que quiere volver. Gabu también quiere volver, pero tiene otras intenciones: la de gobernar a la Zona X y no volver a su mundo para "no tener que ir a la escuela".
Kakeru tiene un libro que le dio la señorita Yuki, donde explicaba cómo entrar en la Zona X; luego de mojar las páginas, el libro reveló que cuatro de la bicicletas Idaten debían formar una X y así regresarían sin problemas a la Zona X. El problema era que sólo tenían tres: Neptuno, de Makoto, Bloody Fang de Gabu y la Flame Kaiser de Sho. En ese momento, apareció la Imperial Dragón, la nueva bicicleta de Ayumu, que era la que faltaba. Finalmente, regresaron a la Zona X, pero esta vez con Ayumu.
Así descubrieron por ellos mismos que la Zona X se estaba destruyendo, todo esto era acción de un misterioso equipo, llamado Equipo X, el cual era gobernado por los llamados 'Emblemas oscuros'.
Kyoichi Shido, que se había quedado en la Zona X, fue poseído por un emblema oscuro, y era uno de los líderes del Equipo X. Finalmente, Sho logra liberarlo, cuando aparece Takeshi Yamato, el padre fallecido de Sho, el cual es el líder máximo del equipo X.
Takeshi Yamato reta a Sho a una batalla Idaten, en el cual Sho es derrotado, por lo que su padre se lleva el emblema de platino y comienza a destruir ambos mundos.
Después de un duro entrenamiento, Sho logra vencer a su padre justo antes de que destruyera la Zona X, y así Sho se entera de que su padre proviene de la Zona X. Después de eso, Sho tomó la decisión de quedarse en la Zona X con su padre, pero al final del capítulo regresa.

## Personajes

### Protagonistas
- Sho Yamato (山登翔(やまと　しょう))

Sho, al igual que su padre, ama las competencias en Mountain Bike. Su MTB es Flame Kaiser, una MTB hecha y heredada de su padre, la cual resulta ser una de las legendarias bicicletas Idaten. Posee el único emblema de platino. En una competencia con el equipo Shark Tooth, es trasportado junto a todos sus amigos a la Zona X a través de una nube negra. En este mundo tridimensional hace muchos amigos al igual que enemigos. Sho tiene 12 años.
- Makoto Shido (獅堂まこと(しどう　まこと))

Makoto es amiga de Sho. Ella monta una MTB llamada Neptuno, la cual también es una de las legendarias bicicletas Idaten. Ella es compañera de curso de Sho y Kakeru, éstos van en 5 grado. Tiene un hermano, llamado Kyoichi Shido, que es mayor que ella. Makoto tiene 12 años.
- Kakeru Sakamaki (坂巻駆(さかまき　かける))

Kakeru es amigo y mecánico experto de las MTB de Sho y sus amigos. Hace todo lo posible para que sus reparaciones sean buenas y sirvan siempre para ganar y nunca fallar en una carrera.
Siempre trata de hacer lo mejor posible en todos sus arreglos, también tiene grandes habilidades con la MTB, se ve reflejado al final de la serie cuando monta a Imperial Tigre. Kakeru tiene 12.
- Hosuke (ホースケ)

Es un búho que habla y es muy chillón. Ayuda a Sho y a su grupo desde el aire en las competencias en la Zona X. Hosuke siguió a Sho durante un escape de la prisión de la Zona X. Al final se descubre que Hosuke es el abuelo de la señorita Yuki, la nueva guardiana del lugar.

### Personajes secundarios
- Kyoichi Shido (獅堂京一(しどう　きょういち))

Kyoichi es el hermano mayor de Makoto. Él posee la tercera bicicleta Idaten llamada Emperador Trueno. Es el campeón de las competencias de trial y se toma las competencias de MTB muy en serio. Al principio, nadie sabía su identidad, pero luego, en un accidente, Makoto descubre que es su hermano. Más tarde, éste se pone de parte del grupo de Sho, Makoto y Kakeru. También le tiene pavor a las aves, por un accidente que tuvo en su infancia. Kyoichi tiene 17 años.
- Yuki (ユウキ)

Es una famosa mecánico de la Zona-X. Después de la derrota de Gabu, revela su identidad como princesa de una familia real y parte de un grupo que protege la Zona-X y sus secretos. Ella es la nueva elegida para cuidar a la Zona X, en la cual tenía al mejor guardia, llamado Arthur.
- Gabu Samejima (鮫島牙舞(さめじま　がぶ))

Gabu es el líder del grupo de MTB Shark Tooth, el equipo rival de Sho. Su MTB se llama Bloody Fang, una de las bicicletas más poderosas entre las legendarias Idaten. Al combatir contra la Flame Kaiser de Sho, pierde la batalla provocando que el equipo Shark Tooth deje de dominar en la Ciudad X. Más tarde, se unirá al equipo de Sho. Su carácter es fuerte y un poco molestoso en algunas palabras, pero en su interior es un buen amigo que se preocupa por los que lo rodean, solo que no le es fácil demostrar sus sentimientos. Parece gustarle Makoto. Gabu tiene 12 años.
- Taiga Samejima (鮫島大牙(さめじま　たいが))

Es el hermano mayor de Gabu. Al principio, obedecía todas las órdenes que Gabu le daba, a pesar de ser el mayor. Aun así, demuestra ser un corredor honorable, que no hace trampas y acepta sus derrotas. Al perder contra Arthur, Taiga es expulsado por Gabu del equipo Shark Tooth, aún siendo su sub-líder. Aunque no lo demuestre quiere mucho a su hermano. Taiga tiene 17 años.
- The Four Kings

Cuatro jinetes de MTB, que son miembros del equipo Shark Tooth. Aunque son jinetes inexpertos, son a menudo la causa de los problemas interfiriendo con sus trucos secretos. Gabu los mandaba como perros entrenados para hacer problemas, pero luego de que Gabu se vuelve amigo de Sho, tratan de ir por el mismo camino.
- Koei (孤影(こえい))

Pertenece al equipo de Gabu. Él posee una de las seis legendarias bicicletas Idaten, llamada Aero Scissors. Luego del tiempo, decide abandonar el equipo Shark Tooth, puesto que Gabu tomó como prisionera a su hermana menor Kiku, quien estaba muy enferma, para presionarlo a romper las reglas en una batalla con Sho. Koei tiene 21 años.
- Arthur (アーサー)

A simple vista, aparenta ser un pintor muy despistado y principiante con lo de las MTB, pero tras el disfraz se esconde un Caballero Biker. Posee una de las bicicletas Idaten, llamada Hammer Head. Él era el mejor guardia que protegía a la Ciudad X. Arthur tiene 21 años.
- Ayumu Yamato (山登あゆむ(やまと　あゆむ))

Hermano menor de Sho. Posee una de las legendarias bicicletas Idaten llamada Imperial Dragón, muy parecida a la MTB legendaria Imperial X, salvo que más pequeña; muchas veces no aparece como bicicleta Idaten, pero sin embargo, lo es. Cuando éste toma una bicicleta, o mejor dicho, cuando monta una, pierde completamente la razón y avanza velozmente sin importarle lo que encuentre a su paso. Le gusta Kiku, la hermana menor de Koei. Ayumu tiene entre 7 u 8 años.
- Takeshi Yamato / Takeru Yamato (山登猛(たけし))

Es el padre de Sho y Ayumu. Él es de la zona X. Cayó presa del emblema oscuro. Él es un descendiente de los guías espirituales de la Zona X. Su mejor amigo es Hosuke, el sacerdote de la Zona X.

### Personajes menores
- Rogue MTB Riders Leader (町のボス)
- X-Zone Police Captain (警備隊長)
- Shin the Shadow (シン)
- Terry the Megaton (テリー)
- Zentaro (ゼンタロウ)
- Takuma (タクマ)
- Seiji (セイジ)
- Jun (淳)
- Tasuku (たすく)
- Ken (ケン)
- Native MTB Rider
- Akira
- Gen
- Rin (リン)
- Captain Jackal
- Yoko & Rika
- Mr. Teacher (ミスターティーチャー)
- Go
- Saya
- Prince Ryota: Principe Ryota
- Pete & Danny
- Sunset Brothers
- Bonnie C
- Jiro
- Shadow
- Nostradamus Saiyaka

- Takahiro
- Team X (チームX)
- Ichibashi y Honda
- Captain Masagi
- Count Freddy

## Elenco de voces
- Akeno Watanabe - Sho Yamato
- Sawa Ishige - Makoto Shido
- Makoto Tsumura - Kakeru Sakamaki
- Yūichi Nagashima - Hosuke
- Daisuke Namikawa - Kyoichi Shido
- Risa Mizuno - Yuki
- Eiji Takemoto - Koei, Terry
- Yūji Kishi - Arthur
- Akiyo Kaneda - Gabu Samejima
- Toshiyuki Kusuda - Taiga Samejima
- Chiro Kanzaki - Ayumu Yamato
- Akira Nakagawa - Rin
- Ben Takada - Mr. Teacher
- Chihiro Suzuki - George
- Fuyuka Oura - Akira
- Hidenobu Kiuchi - Zentaro
- Hideyuki Umezu - Gen
- Hozumi Gôda - Narrador, Takeshi Yamato
- Jin Domon - Shin
- Kentarou Itou - Takuma
- Kunihiro Kawamoto - Tasuku
- Norihisa Mori - Ken
- Noriko Namiki - Rika
- Rio Natsuki - Yoko
- Ryo Naitou - Jun
- Yoshiaki Matsumoto - Jackal
- Yuki Masuda - Masa

## Elenco de voces (Colombia)
- Carlos Alberto Gutiérrez - Sho Yamato
- Claudia Chavarro - Makoto Shido
- Andrés Palacio - Kakeru Sakamaki
- Eleazar Osorio - Hosuke
- Alexander Páez - Kyoichi Shido
- Renata Vargas - Yuki
- Mario Gutiérrez Marín - Koei
- Wolfang Galindo - Arthur
- JR Javier Rodríguez - Gabu Samejima
- Camilo Rodríguez - Taiga Samejima
- Bernardo Mayorga - Ayumu Yamato

En septiembre del 2007, Este es el último proyecto de Claudia Chavarro es la última voz de Makoto Shido de Idaten Jump, finalmente Claudia Chavarro se retira para siempre en Doblaje Colombiano tras 10 años en su último capítulo de Idaten Jump "El Comienzo de un Nuevo Viaje"

## Guía de episodios
1. Un desafío en Bicicleta de Montaña

Estreno en Japón: 1 de octubre de 2005
Estreno en Hispanoamérica (etc...TV): 16 de julio de 2007
1. Un combate en las Dunas

Estreno en Japón: 8 de octubre de 2005
Estreno en Hispanoamérica (etc...TV): 17 de julio de 2007
1. La Primera Derrota

Estreno en Japón: 15 de octubre de 2005
Estreno en Hispanoamérica (etc...TV): 18 de julio de 2007
1. Devuélvanme mi Bicicleta de Montaña

Estreno en Japón: 22 de octubre de 2005
Estreno en Hispanoamérica (etc...TV): 19 de julio de 2007
1. Una Batalla en El Volcán

Estreno en Japón: 29 de octubre de 2005
Estreno en Hispanoamérica (etc...TV): 20 de julio de 2007
1. Un Desafío de Alta Tecnología

Estreno en Japón: 5 de noviembre de 2005
Estreno en Hispanoamérica (etc...TV): 21 de julio de 2007
1. El Cementerio de Bicicletas MTB

Estreno en Japón: 12 de noviembre de 2005
Estreno en Hispanoamérica (etc...TV): 22 de julio de 2007
1. La Aparición de Neptuno

Estreno en Japón: 19 de noviembre de 2005
Estreno en Hispanoamérica (etc...TV): 23 de julio de 2007
1. La Identidad del Biker Misterioso

Estreno en Japón: 26 de noviembre de 2005
Estreno en Hispanoamérica (etc...TV): 24 de julio de 2007
1. El enemigo más Poderoso

Estreno en Japón: 3 de diciembre de 2005
Estreno en Hispanoamérica (etc...TV): 25 de julio de 2007
1. La Trampa del Equipo S.T.

Estreno en Japón: 10 de diciembre de 2005
Estreno en Hispanoamérica (etc...TV): 26 de julio de 2007
1. La Ciudad Dorada para Celebridades

Estreno en Japón: 17 de diciembre de 2005
Estreno en Hispanoamérica (etc...TV): 27 de julio de 2007
1. Una Batalla en La Escuela

Estreno en Japón: 24 de diciembre de 2005
Estreno en Hispanoamérica (etc...TV): 28 de julio de 2007
1. El Hombre Que Derrotó a Flame Kaiser

Estreno en Japón: 31 de diciembre de 2005
Estreno en Hispanoamérica (etc...TV): 29 de julio de 2007
1. El Príncipe de las MTB

Estreno en Japón: 7 de enero de 2006
Estreno en Hispanoamérica (etc...TV): 30 de julio de 2007
1. Despierta Neptuno

Estreno en Japón: 14 de enero de 2006
Estreno en Hispanoamérica (etc...TV): 31 de julio de 2007
1. El Secreto del Equipo ST

Estreno en Japón: 21 de enero de 2006
Estreno en Hispanoamérica (etc...TV): 1 de agosto de 2007
1. Una Batalla entre Hermanos

Estreno en Japón: 28 de enero de 2006
Estreno en Hispanoamérica (etc...TV): 2 de agosto de 2007
1. Flame Kaiser contra Emperador Trueno

Estreno en Japón: 4 de febrero de 2006
Estreno en Hispanoamérica (etc...TV): 3 de agosto de 2007
1. KOEI, El Ninja Biker

Estreno en Japón: 11 de febrero de 2006
Estreno en Hispanoamérica (etc...TV): 4 de agosto de 2007
1. Los Guardianes de La Ciudad X

Estreno en Japón: 25 de febrero de 2006
Estreno en Hispanoamérica (etc...TV): 5 de agosto de 2007
1. ¡Por fin llegamos a La Ciudad X!

Estreno en Japón: 4 de marzo de 2006
Estreno en Hispanoamérica (etc...TV): 6 de agosto de 2007
1. El Torneo de Las Batallas Idaten

Estreno en Japón: 11 de marzo de 2006
Estreno en Hispanoamérica (etc...TV): 7 de agosto de 2007
1. Flame Kaiser Contra Neptuno

Estreno en Japón: 18 de marzo de 2006
Estreno en Hispanoamérica (etc...TV): 8 de agosto de 2007
1. Hammer Head, La Sexta Bicicleta Idaten

Estreno en Japón: 25 de marzo de 2006
Estreno en Hispanoamérica (etc...TV): 9 de agosto de 2007
1. La Técnica de Shido

Estreno en Japón: 1 de abril de 2006
Estreno en Hispanoamérica (etc...TV): 10 de agosto de 2007
1. Hammer Head contra Aero Scissors

Estreno en Japón: 8 de abril de 2006
Estreno en Hispanoamérica (etc...TV): 11 de agosto de 2007
1. El Complot de La Batalla Final

Estreno en Japón: 15 de abril de 2006
Estreno en Hispanoamérica (etc...TV): 12 de agosto de 2007
1. El Ganador de La Batalla Final

Estreno en Japón: 22 de abril de 2006
Estreno en Hispanoamérica (etc...TV): 13 de agosto de 2007
1. Invasión a la Torre X

Estreno en Japón: 29 de abril de 2006
Estreno en Hispanoamérica (etc...TV): 14 de agosto de 2007
1. Flame Kaiser contra Bloody Fang

Estreno en Japón: 6 de mayo de 2006
Estreno en Hispanoamérica (etc...TV): 15 de agosto de 2007
1. Adiós Zona X

Estreno en Japón: 13 de mayo de 2006
Estreno en Hispanoamérica (etc...TV): 16 de agosto de 2007
1. El Equipo X

Estreno en Japón: 20 de mayo de 2006
Estreno en Hispanoamérica (etc...TV): 17 de agosto de 2007
1. Regreso a La Zona X

Estreno en Japón: 27 de mayo de 2006
Estreno en Hispanoamérica (etc...TV): 18 de agosto de 2007
1. El Padre de Sho Está con Vida

Estreno en Japón: 3 de junio de 2006
Estreno en Hispanoamérica (etc...TV): 19 de agosto de 2007
1. Imperial Dragón

Estreno en Japón: 10 de junio de 2006
Estreno en Hispanoamérica (etc...TV): 20 de agosto de 2007
1. El Terror de Los Emblemas Oscuros

Estreno en Japón: 17 de junio de 2006
Estreno en Hispanoamérica (etc...TV): 21 de agosto de 2007
1. Flame Kaiser se Encuentra en Peligro

Estreno en Japón: 24 de junio de 2006
Estreno en Hispanoamérica (etc...TV): 22 de agosto de 2007
1. Imperial Dragón contra Aero Scissors

Estreno en Japón: 1 de julio de 2006
Estreno en Hispanoamérica (etc...TV): 23 de agosto de 2007
1. Las Bacterias Malignas del Bosque

Estreno en Japón: 8 de julio de 2006
Estreno en Hispanoamérica (etc...TV): 24 de agosto de 2007
1. El camino secreto a la Isla Imperial

Estreno en Japón: 15 de julio de 2006
Estreno en Hispanoamérica (etc...TV): 25 de agosto de 2007
1. La reunión de las Bicicletas Idaten

Estreno en Japón: 22 de julio de 2006
Estreno en Hispanoamérica (etc...TV): 26 de agosto de 2007
1. Sho contra Shido

Estreno en Japón: 29 de julio de 2006
Estreno en Hispanoamérica (etc...TV): 27 de agosto de 2007
1. La aparición de La Imperial X

Estreno en Japón: 5 de agosto de 2006
Estreno en Hispanoamérica (etc...TV): 28 de agosto de 2007
1. El comienzo de la destrucción

Estreno en Japón: 12 de agosto de 2006
Estreno en Hispanoamérica (etc...TV): 29 de agosto de 2007
1. El equipo X contra Imperial Dragón

Estreno en Japón: 19 de agosto de 2006
Estreno en Hispanoamérica (etc...TV): 30 de agosto de 2007
1. El entrenamiento de Sho

Estreno en Japón: 26 de agosto de 2006
Estreno en Hispanoamérica (etc...TV): 31 de agosto de 2007
1. El nacimiento de una nueva técnica

Estreno en Japón: 2 de septiembre de 2006
Estreno en Hispanoamérica (etc...TV): 1 de septiembre de 2007
1. Flame Kaiser contra el equipo Idaten

Estreno en Japón: 9 de septiembre de 2006
Estreno en Hispanoamérica (etc...TV): 2 de septiembre de 2007
1. La batalla final en la Isla Imperial

Estreno en Japón: 16 de septiembre de 2006
Estreno en Hispanoamérica (etc...TV): 3 de septiembre de 2007
1. La última batalla de Sho Yamato

Estreno en Japón: 23 de septiembre de 2006
Estreno en Hispanoamérica (etc...TV): 4 de septiembre de 2007
1. El comienzo de un nuevo viaje

Estreno en Japón: 30 de septiembre de 2006
Estreno en Hispanoamérica (etc...TV): 5 de septiembre de 2007